# Simpozij
U staroj Grčkoj simpozij (grčki: sympósion ili symposio, od συμπίνειν sympínein, "piti zajedno") bio je dio banketa koji se održavao nakon obroka, kada je druženje uz piće bilo popraćeno glazbom, plesom, recitalima ili razgovorom. Književna djela koja opisuju simpozij ili se na njemu odvijaju uključuju dva Sokratska dijaloga, Platonov simpozij i Ksenofontov simpozij, kao i brojne grčke pjesme poput elegija. Simpoziji su prikazani u grčkoj i etruščanskoj umjetnosti koja prikazuje slične scene.
U suvremenoj upotrebi to je počelo značiti akademsku konferenciju ili sastanak kao što je znanstvena konferencija. Ekvivalent grčkom simpoziju u rimskom društvu je latinski convivium.

## Okruženje i društvena prilika
Grčki simpozij bio je ključna helenska društvena institucija. Bio je to forum za muškarce iz uglednih obitelji na kojima su raspravljali, spletkarili, hvalisali se ili jednostavno uživali s drugima. Često su se održavale kako bi se proslavilo uvođenje mladića u aristokratsko društvo. Simpozije su održavali i aristokrati kako bi proslavili druge posebne prigode, poput pobjeda u atletskim i pjesničkim natjecanjima. Međutim, vrijedno je napomenuti da su mnoge arhaične pjesničke izvore napisali članovi društvenih elitnih zajednica, pa stoga ne moraju biti u potpunosti reprezentativni za cijelo lokalno društvo.
Simpoziji su se obično održavali u andrōnu (ἀνδρών), muškim četvrtima kućanstva. Sudionici, ili "simpozijasti", ležali bi na kaučima s jastucima poredanim uz tri zida prostorije dalje od vrata. Zbog prostornih ograničenja, kauči bi imali između sedam i devet, ograničavajući ukupan broj sudionika na negdje između četrnaest i dvadeset sedam. (Oswyn Murray daje brojku između sedam i petnaest kauča i smatra da je četrnaest do trideset sudionika "standardna veličina za grupu koja pije piće". ) Ako su neki mladići sudjelovali, nisu ležali nego su sjedili. No, na makedonskim simpozijima fokus nije bio samo na piću nego i na lovu, a mladići su smjeli zavaliti se tek nakon što su ubili svog prvog vepra.
Posluživano je jelo i vino. Zabava je bila osigurana, a ovisno o prigodi mogla je uključivati igre, pjesme, svirale djevojaka ili dječaka, robove koji su izvodili razne točke i unajmljenu zabavu.
Simpoziji su se često održavali za posebne prigode. Najpoznatiji simpozij od svih, opisan u istoimenom Platonovom dijalogu (a prilično drugačije u Ksenofontovom), ugostio je pjesnik Agaton prigodom svoje prve pobjede na kazališnom natjecanju Dionizija 416. pr. Kr. Prema Platonovom izvještaju, slavlje je poremećeno neočekivanim ulaskom mladog Alkibijada, koji je upao pijan i gotovo gol, nakon što je upravo napustio drugi simpozij.
Muškarci na simpoziju raspravljali bi o mnoštvu tema - često filozofskih, poput ljubavi i razlika među spolovima.

## Pijenje
Simpozij bi nadgledao "simpozijarh" ( Greek   : symposiárchēs) koji će odlučiti koliko će biti jako vino za večer, ovisno o tome hoće li biti ozbiljne rasprave ili senzualno uživanje. Grci i Rimljani su svoje vino služili pomiješano s vodom, jer se pijenje čistog vina smatralo navikom neciviliziranih naroda. Međutim, postojale su velike razlike između rimskih i grčkih simpozija. Rimski simpozij (convivium) služio je vino prije, uz i poslije jela, a ženama je bilo dopušteno pridružiti se. Na grčkom simpoziju vino se pilo samo nakon večere, a ženama nije bilo dopušteno prisustvovati.
Vino se točilo iz kratera, velike posude dizajnirane za nošenje dvojice muškaraca, a posluživalo se iz vrčeva ( oenochoe). Kako je odredio voditelj ceremonije, vino je razrijeđeno na određenu jačinu i zatim je miješano. Dječaci robovi upravljali bi kraterom i točili vino u vrčeve. Zatim su svakom čovjeku u simpoziju pružili pomoć s vrčevima i napunili im pehare vinom. Obdržavale su se određene formalnosti, među kojima su najvažnije bile libacije, točenje male količine vina u čast raznih božanstava ili oplakanih mrtvih. U fragmentu iz njegove c. 375. pr. Kr. predstava Semela ili Dioniz, Eubul ima boga vina Dioniza koji opisuje ispravno i neprikladno pijenje:
Za razumne muškarce pripremam samo tri kratera: jedan za zdravlje (koji prvi piju), drugi za ljubav i užitak, a treći za san. Nakon što se treći iscijedi, mudraci odlaze kući. Četvrti krater više nije moj – pripada lošem ponašanju; peti je za vikanje; šesti je za grubost i uvrede; sedmi je za borbe; osmi je za razbijanje namještaja; deveti je za depresiju; deseti je za ludilo i nesvijest.
U skladu s grčkom vrlinom umjerenosti, simpozijarh je trebao spriječiti da svečanosti izmaknu kontroli, ali grčka književnost i umjetnost često pokazuju da se nije poštovalo ograničenje od trećeg kratera.

## Posuđe
Na simpozijima se često govori o atičkoj keramici, a Richard Neer je tvrdio da je glavna funkcija atičke keramike bila uporaba na simpoziju. Amfora se koristila kao vrč za držanje vina i obično se jedna čaša dijelila među muškarcima. Šalice korištene na simpozijima nisu bile ni približno složene kao amfore. Keramika korištena na simpozijima često je sadržavala naslikane prizore boga Dioniza, satira i druge mitske scene povezane s pićem i slavljem.

## Zabava
Poezija i glazba bili su središnji dio užitaka simpozija. Iako slobodne žene sa statusom nisu prisustvovale simpozijima, prostitutke visoke klase (hetairai) i zabavljači angažirani su da nastupaju, druže se i razgovaraju s gostima. Među instrumentima koje su žene mogle svirati bio je aulos, grčki drveni puhački instrument koji se ponekad uspoređuje s oboom. Kada su se svirali gudački instrumenti, barbiton je bio tradicionalni instrument. Robovi i dječaci također su pružali uslugu i zabavu.
Gosti su također aktivno sudjelovali u natjecateljskom i zabavnom programu. Igra koja se ponekad igrala na simpozijima bila je kottabos, u kojoj su igrači vrtjeli talog svog vina u kylixu, posudi za piće s drškom nalik na pladanj, i bacali ih u metu. Još jedna značajka simpozija bile su skolia, pitke pjesme domoljubne ili raskalašne prirode, koje su se izvodile natjecateljski, pri čemu je jedan simpozijast recitirao prvi dio pjesme, a drugi je trebao improvizirati kraj pjesme. Simpozijasti se također mogu natjecati u retoričkim natjecanjima, zbog čega se riječ "symposium" u engleskom jeziku odnosi na svaki događaj na kojem se održava više govora.

## Etruščanske i rimske pijanke
Etruščanska umjetnost prikazuje scene banketa koje podsjećaju na aspekte grčkih simpozija; međutim, jedna velika razlika je u tome što su statusne žene potpunije sudjelovale u ovom kao iu drugim područjima etruščanskog društva. Ženama je bilo dopušteno piti vino i sjediti s muškarcima na gozbama. Neke su se Etruščanke čak smatrale "iskusnim pijanicama". Osim toga, etruščanske su žene često pokapane s priborom za piće i gozbu, što sugerira da su sudjelovale u tim aktivnostima. Najočiglednije razlike između grčkih i etruščanskih pijanki pojavljuju se u etruščanskoj umjetnosti. Etruščanske slike prikazuju muškarce i žene kako zajedno piju vino i leže na istim jastucima. Sarkofag supružnika, pronađen u etrurskoj regiji koji datira iz 520. – 530. pr. Kr., prikazuje muškarca i ženu kako zajedno odmaraju u kontekstu banketa, što je oštra suprotnost s rodnim grčkim zabavama na piću.
Kao i kod mnogih drugih grčkih običaja, estetski okvir simpozija usvojili su Rimljani pod nazivom comissatio. Te su zabave također uključivale ispijanje dodijeljenih količina vina i nadzor voditelja ceremonije imenovanog za tu prigodu među gostima. Još jedna rimska verzija simpozija bio je convivium. I u rimskim simpozijima uloga žena je bila drugačija. Rimljankama je zakonski zabranjeno piti vino kao pitanje javnog morala. Od muškaraca se očekivalo da kontroliraju vlastitu konzumaciju vina, ali žene nisu dobile to pravo.

## Daljnje čitanje
- Burkert, Walter. 1991. Oriental Symposia: Contrasts and Parallels. In Dining in a Classical Context. Edited by William J. Slater, 7–24. Ann Arbor: Univ. of Michigan Press.
- Davidson, James N. 1997. Courtesans and Fishcakes: The Consuming Passions of Classical Athens. London: HarperCollins.
- Hobden, Fiona. 2013. The Symposion in Ancient Greek Society and Thought. Cambridge, UK: Cambridge Univ. Press.
- Lissarrague, François. 1990. The Aesthetics of the Greek Banquet: Images of Wine and Ritual. Princeton, NJ: Princeton Univ. Press.
- Morgan, Janett. 2011. "Drunken Men and Modern Myths: Re-viewing the Classical andrôn." In Sociable Man: Essays on Ancient Greek Social Behaviour in honour of Nick Fisher. Edited by Stephen D. Lambert, 267–290. Swansea: Classical Press of Wales.
- Murray, Oswyn. 2009. "The Culture of the Symposion." In A Companion to Archaic Greece. Edited by Kurt A. Raaflaub and Hans van Wees, 508–523. Chichester, UK, and Malden, MA: Wiley-Blackwell.
- Nielsen, Inge, and Hanne Sigismund Nielsen, eds. 1998. Meals in a Social Context: Aspects of the Communal Meal in the Hellenistic and Roman World. Aarhus, Denmark: Aarhus Univ. Press.
- Osborne, R. 1. siječnja 2014. Intoxication and Sociality: The Symposium in the Ancient Greek World. Past & Present. 222 (suppl 9): 34–60. doi:10.1093/pastj/gtt028
- Rosen, Ralph M. Prosinac 1989. Euboulos' Ankylion and the Game of Kottabos. The Classical Quarterly. 39 (2): 355–359. doi:10.1017/S0009838800037423. JSTOR 639378. S2CID 170376365
- Topper, Kathryn. 2012. The Imagery of the Athenian Symposium. Cambridge, UK: Cambridge Univ. Press.

## Vanjske poveznice
- Chisholm, Hugh, ur. 1911. Symposium . Encyclopædia Britannica (engleski). 26. 11th izdanje. Cambridge University Press. str. 291
- Ancient Greek art depicting symposium scenes  Arhivirana inačica izvorne stranice od 17. travnja 2014. (Wayback Machine)
- A kylix with symposium scene  Arhivirana inačica izvorne stranice od 22. srpnja 2012. (Wayback Machine)
- Learning about the Symposium. Ure Museum of Greek Archaeology.
- Metropolitan Museum